# Mohamed Chouikh
Mohamed Chouikh (Mostaganem, 3 settembre 1943) è un regista cinematografico e attore algerino.

## Biografia
Esordì nel mondo dello spettacolo come attore nel Teatro nazionale algerino (TNA) e partecipò pure a numerosi film, in particolare nelle prime realizzazioni del cinema algerino degli anni sessanta (L'Aube des damnés, Rih al awras e Les Hors-la-loi)
Scrisse e realizzò telefilm lungometraggi per la RTA (Radio televisione algerina) : L'Embouchure (1972-74) e Les Paumés (1974). Si orientò verso il grande schermo con La cittadella (El kalaa) nel 1988, storia di un uomo semplice ed amorevole, vittima di una società regolata da norme patriarcali.

## Filmografia

### Attore
- L'Aube des damnés (Fajr al muladhhabin), regia di Ahmed Rachedi (1965)
- Rih al awras, regia di Mohammed Lakhdar-Hamina (1967)
- Les Hors-la-loi, regia di Tewfik Farès (1969)
- Élise ou la vraie vie, regia di Michel Drach (1970)
- Les nomades, regia di Sid Ali Mazif (1976)
- Mais où et donc Ornicar, regia di Bertrand Van Effenterre (1979)
- Monette, regia di Marie Hélia - cortometraggio (1999)
- La danse du vent, regia di Taieb Louhichi (2003)

## Filmografia

### Regista
- 1972 : Al-Massab
- 1982 : Rupture
- 1989 : La cittadella (El kalaa)
- 1993 : Youcef o la leggende del settimo dormiente (Youcef, la légende du septième dormant)
- 1997 : L'Arche du désert
- 2005 : Douar de femmes
- 2011 : L'Andalou